# Половинкин, Александр Иванович (учёный)
Полови́нкин Алекса́ндр Ива́нович (8 марта 1937, Ершовский, Челябинская область, СССР — 28 января 2018, Волгоград, Россия) — советский и российский учёный. Доктор технических наук (1971). С 1983 по 1988 ректор Волгоградского государственного технического университета.

## Биография
В 1954 году окончил Кизильскую среднюю школу и поступил в Новосибирский инженерно-строительный институт. Со второго курса занимался научной работой.
В 1956 году в связи с кончиной отца прервал обучение, работал заведующим клубом в Калининском зерносовхозе.
В 1957 году перевёлся в Новосибирский институт инженеров водного транспорта, который окончил с отличием в 1960 году.
С 1960 по 1970 год работал в Новосибирском филиале ЦНИИ транспортного строительства, где разработал новый тип причальных стенок с разгрузочно-анкерными плитами, которые были построены в нескольких портах СССР, в том числе три причала в Волгограде.
В 1963 года поступил в аспирантуру в Всесоюзный институт «Союзморниипроект». В 1965 году защитил кандидатскую диссертацию.
С 1970 по 1981 работал в Марийском политехническом институте заведующим кафедрой математики и проректором по научной работе.
В 1971 году в Институте кибернетики Украинской Академии наук защитил диссертацию на соискание степени доктора технических наук на тему «Методы проектирования с автоматическим синтезом оптимальных схем и рациональных структур инженерных конструкций».
В 1974 году утвержден в ученом звании профессора по кафедре техническая кибернетика.
В те годы создал проблемную лабораторию оптимального автоматизированного проектирования, в которой работало более 100 человек.
С 1983 по 1988 являлся ректором Волгоградского политехнического института. Большое внимание уделял компьютеризации учебной и научной работы, результатом чего стало создание мощного по тем временам вычислительного центра, началось широкое применение персональных компьютеров. Была создана проблемная научно-исследовательская лаборатория по новому в то время направлению — автоматизация поискового конструирования, начата подготовка специалистов по направлению системы автоматизированного проектирования. Институт расширил связи с АН СССР, его посетили с рабочими визитами академики К. Ф. Фролов, Ж. И. Алферов, Ю. В. Гуляев. В эти годы осуществлено строительство нового высотного корпуса Политеха от фундамента до крыши, сданного в эксплуатацию лишь 1 сентября 2010 года.
Являлся основателем кафедры Систем автоматизированного проектирования и поискового конструирования (САПР и ПК) в Волгоградском политехническом институте ( с 1993 г. - Технический университет). На кафедре ведущим научным направлением было техническое творчество, которое впоследствии выросло в отдельное научное направление Концептуальное проектирование технических систем. Являлся основателем этого направления в науке. Основные последователи этой Школы - А.М. Дворянкин, Л.Н. Бутенко, Д.В. Бутенко.
В 1993 году вместе с Архиепископом Волгоградским и Камышинским Германом (Тимофеевым) создали Царицынский православный университет преподобного Сергия Радонежского, работал профессором и первым проректором. В научном и учебном плане с 1992 года занимался совместно с православным университетом разработкой методов проектирования и создания «благотворных систем» на научной и духовно-нравственной основе и освоением подходов духовно-нравственного воспитания человека.
С 1999 года А. И. Половинкин являлся священником Русской Православной Церкви и настоятелем храма Рождества Христова Волгоградской епархии.

## Наиболее известные работы
Наиболее широко известной работой Александра Ивановича стала книга «Основы инженерного творчества», впервые изданная в 1988 году и неоднократно переизданная. Эта работа стоит в одном ряду с работами Альтшуллера Г. С.

## Награды и звания
- Заслуженный деятель науки России
- Орден «Знак Почёта»
- Орден Сергия Радонежского
- Почетный работник высшего профессионального образования